# Thomas Woodcock
Sir Thomas Woodcock (20 maggio 1951) è un genealogista e ufficiale araldico inglese della reale corte d'Inghilterra.

## Biografia
Studiò al Eton College e all'Università di Durham.

## Carriera
Nel 1975 entrò a far parte del College of Arms e divenne assistente di Sir Anthony Wagner, che era il Re d'armi della Giarrettiera. Nel 1978 Woodcock è stato nominato Rouge Croix Pursuivant e nel 1982 è stato Somerset Herald.
Dal 2010 al 2021 è stato Re d'armi della Giarrettiera.